# البعض لا يذهب للمأذون مرتين (فلم)
البعض لا يذهب للمأذون مرتين فيلم كوميدي مصري من إنتاج عام 2021. الفيلم من إخراج أحمد الجندي، وتأليف أيمن وتار، ومن بطولة كريم عبد العزيز، ودينا الشربيني، وماجد الكدواني. ظهر كريم وهو طفل في فيلم باسم البعض يذهب للمأذون مرتين سنة 1978 من إخراج والده محمد عبد العزيز.

## ملخص القصة
يطرح الفيلم عدة تساؤلات حول تجربة الطلاق والصراعات التي يمر الزوجين بها، وذلك من خلال قصة المذيع خالد، ومشاكله الدائمة مع زوجته خبيرة العلاقات الزوجية ثريا، واللذان لا يتفقان في حياتهما أبدا، مما يُشعل النيران بينهما، ولخطأ غير مقصود يُحذف أسماء جميع المتزوجين من النظام الاجتماعي، فيتحول جميع المتزوجين إلى مطلقين، فيتولى صديق خالد عقد لجنة للصلح بين الجميع.

## طاقم التمثيل
| - كريم عبد العزيز: خالد مختار - دينا الشربيني: ثريا - ماجد الكدواني: أنيس - بيومي فؤاد:رئيس اللجنة - محمد ثروت: بهنسي - أحمد حلاوة: مختار - عمرو عبد الجليل: سنجابي - نسرين أمين: همسة التمني - شيماء سيف: متهمة - هيدي كرم:إنجي | - أحمد فهمي: تاجر أثار - معتز التوني:دكتور تجميل - منى جمال: ضيفة شرف - إيمي الجندي - محمد أوتاكا: لؤلؤة - علاء زينهم: ضيف شرف - مجدي البحيري: زويل - كريم عبد الخالق - مصطفى قمر: شخصيته الحقيقية | - حلا زلط - شيكو: ضيف شرف - عارفة عبد الرسول: ضيف شرف - نيللي كريم: ضيف شرف - محمود حميدة: ضيف شرف - غادة عادل: ضيف شرف - مصطفى قمر: ضيف شرف - أمير كرارة: ضيف شرف - عمرو دياب: ضيف شرف |

## الإنتاج

### التطوير
فيلم البعض لا يذهب للمأذون مرتين هو ثاني تعاون سينمائي بين الممثلين كريم عبد العزيز، وبيومي فؤاد، وماجد الكدواني والمؤلف أيمن وتار بعد فيلم نادي الرجال السري عام 2019.
تم تأجيل الفيلم من  22 مايو 2020 إلى 30 يوليو 2020 بسبب جائحة فيروس كورونا. ثم تأجل مرة أخرى إلى 7 يوليو 2021.

## التسويق
نشر كريم الملصق الفردي للفيلم استعدادًا لطرحه في دور عرض السينمائية، وتصدر كريم، الملصق بشكل فردي، دون ظهور أي من الممثلين على الملصق.

## وصلات خارجية
- مقالات تستعمل روابط فنية بلا صلة مع ويكي بيانات